# De Stein d'Altenstein
De Stein d'Altenstein was een Belgische adellijke familie van Duitse oorsprong.

## Geschiedenis
- In 1695 verleende keizer Leopold I de titel baron van het Heilige Roomse Rijk, overdraagbaar op alle afstammelingen, aan Jean-Casimir de Stein d'Altenstein.

## Genealogie
- Charles-Frédéric de Stein d'Altenstein, officier bij de cavalerie in het leger onder het Franse keizerrijk, x Marie-Christine de Malmédye de Deigné
  - Guillaume de Stein d'Altenstein (zie hierna)
  - Isidore de Stein d'Altenstein (zie hierna)

## Guillaume de Stein d'Altenstein
Jean Guillaume Marie Egbert de Stein d'Altenstein (Baisieux, 15 februari 1818 - na 1897), ambtenaar bij het ministerie van Openbare Werken en vervolgens bij de Belgische spoorwegen, werd in 1842 erkend in de erfelijke adel met de titel baron, overdraagbaar op al zijn afstammelingen. Hij bleef vrijgezel.

## Isidore de Stein d'Altenstein
- Charles Julien Isidore de Stein d'Altenstein (Mesnil-Saint-Blaise, 6 september 1819 - Namen, 9 december 1896), afdelingshoofd bij het ministerie van Buitenlandse Zaken, werd in 1842 erkend in de erfelijke adel met de titel baron, overdraagbaar op al zijn afstammelingen. Hij trouwde in 1854 in Antwerpen met Justine Lysen (1827-1860) en in Rezko (Hongarije) in 1888 met Irène von Fersztyansky et Fersztye (1862-1928), met drie kinderen uit het eerste en een uit het tweede huwelijk. Hij was de stichter in 1847 van de Annuaire de la noblesse de Belgique.
  - Armand de Stein d'Altenstein (1856-1922), luitenant-generaal, trouwde in Luik in 1896 met Agnès de Poilevache (1861-1933). Ze hadden drie kinderen, zonder verder nageslacht.

Armand de Stein (1856-1922) was de laatste in wie de erfopvolging uitdoofde en Justine de Stein, laatste naamdraagster, overleed in 1982, waarmee de familie de Stein d'Altenstein is uitgedoofd.